# Labios rojos
Labios rojos es una película mexicana de 2011, dirigida por Rafael Lara. Protagonizada por Jorge Salinas, Silvia Navarro, Jesús Ochoa, Diana García, Anna Ciocchetti, Fernando Luján y Sophie Alexander en los papeles principales.

## Argumento
Ricardo (Jorge Salinas) es un exitoso publicista casado con Blanca (Silvia Navarro), una bella y joven ama de casa. Ambos atraviesan una crisis de pareja debido a una incipiente y sorpresiva disfunción sexual de Ricardo, lo que pondrá a prueba su amor y la continuidad de su matrimonio, al entrar cada uno por su lado en una serie de acciones por demás absurdas y desesperadas por recuperar la magia perdida con su pareja.

## Reparto
- Jorge Salinas ... Ricardo Caballero
- Silvia Navarro ... Blanca de Caballero
- Fernando Luján ... Don Luis
- Jesús Ochoa ... Inspector Gorráez
- Diana García ... Violeta
- Anna Ciocchetti ... Lucía
- Sophie Alexander ... Lorena
- Paloma Arredondo ... La sirvienta
- Xose Luis Hernández ... Carnicero
- Guillermo Iván ... Miguel
- Antonio Merlano ... Fabián
- Gabriela Paciel ... Sirvienta del Hotel
- Luis Romano ... Ricardo joven
- Carmen Salinas ... Señorita Claudia
- Margarita Isabel ... Mamá de Blanca
- Jorge Zárate
- Adriana Olivera
- Virginia Salazar